# Le Gault-Soigny
Le Gault-Soigny is een gemeente in het Franse departement Marne (regio Grand Est) en telt 452 inwoners (2004). De plaats maakt deel uit van het arrondissement Épernay.

## Geografie
De oppervlakte van Le Gault-Soigny bedraagt 26,1 km², de bevolkingsdichtheid is 17,3 inwoners per km².
De onderstaande kaart toont de ligging van Le Gault-Soigny met de belangrijkste infrastructuur en aangrenzende gemeenten.

## Demografie
Onderstaande figuur toont het verloop van het inwonertal (bron: INSEE-tellingen).

1. ↑  Populations de référence 2022.